# 阿尔泰共和国国歌
阿尔泰共和国国歌 (阿尔泰语: Алтай Республиканыҥ Гимны, 俄语: Гимн Республики Алтай)是俄罗斯联邦阿尔泰共和国的国歌。这首歌曲于2001年9月11日被正式采用。

## 歌词
阿尔泰共和国国歌的歌词共有五节，前三节是阿尔泰语，后两节是俄语。